# Friedrich Spielhagen

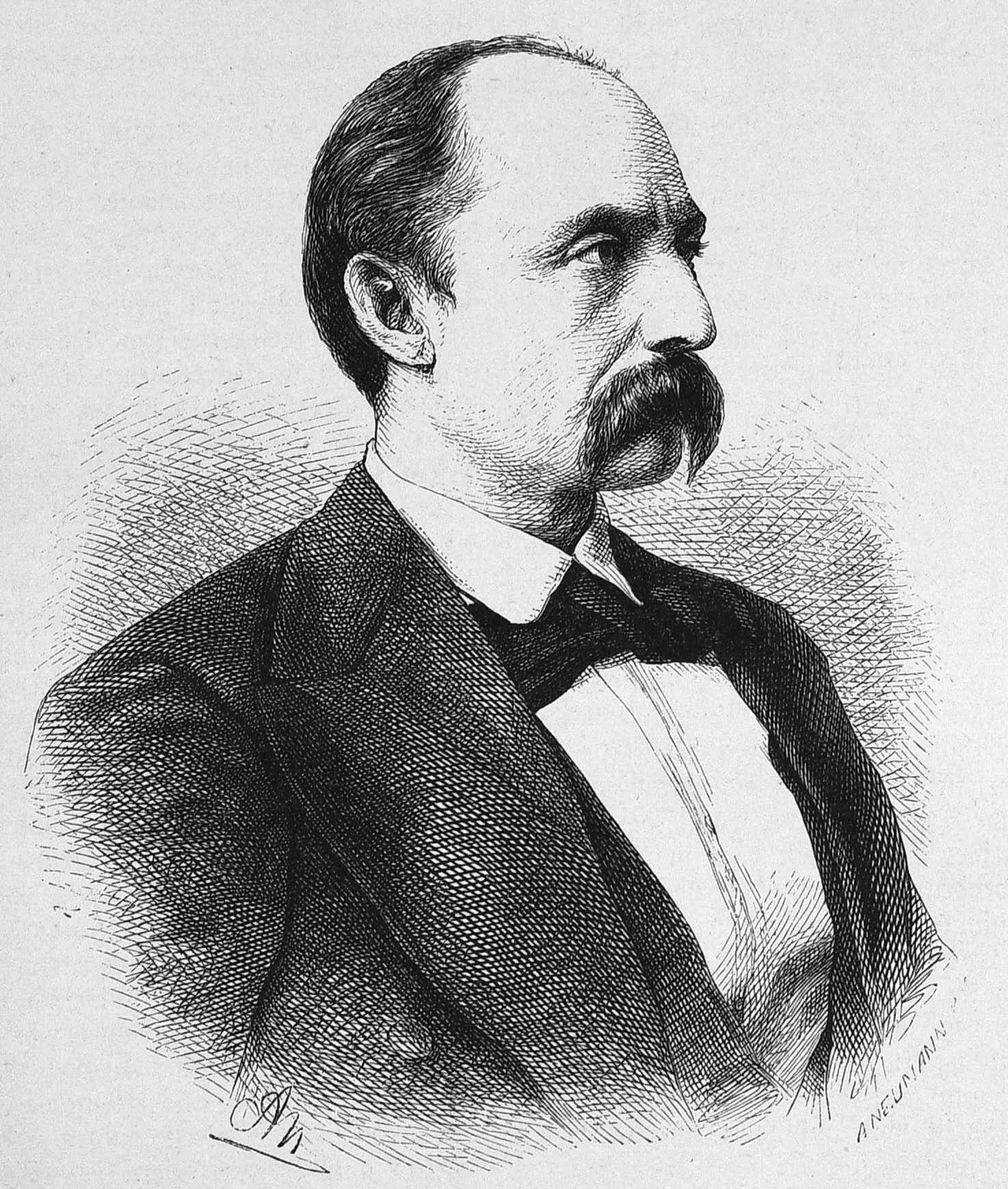
Friedrich Spielhagen.

Friedrich Spielhagen, född den 24 februari 1829 i Magdeburg, död den 25 februari 1911 i Charlottenburg, var en tysk romanförfattare.
Spielhagen studerade från 1847 filologi och filosofi i Berlin, Bonn och Greifswald. År 1857 debuterade han som författare med novellen Clara Vere, som följdes av Auf der Düne (1858; På sandreflarna). Båda dessa noveller mottogs med bifall, men sitt egentliga rykte grundlade Spielhagen med romanen Problematische Naturen (1860; Gåtfulla karakterer) och dess fortsättning Durch Nacht zum Licht (1861; Från mörker till ljus). Spielhagen, som sedan 1862 var bosatt i Berlin, var en efterföljare av Gutzkow och Heinrich Laube.  
Nordisk Familjeboks första upplaga innehåller följande omdöme: "Med en klar uppfattning af naturen eger S. en skarp blick för nutidens sociala och politiska rörelser och förstår att med hjelp af spännande situationer framställa dem i full belysning." I andra upplagan skriver Ruben Berg: "Didaktisk och tendentiös, speglade hans dikt samtida rörelser och tilldragelser, med ivrigt partitagande för den liberala ståndpunkten. Lifliga färger, rask framställning, glänsande retorik och spännande ’’romanhandling" utmärka dessa arbeten, som frambragts af en ärlig, fast natur, en vinnande personlighet." Mot honom reste sig oppositionen 1884, då Heinrich och Julius Hart offentliggjorde "Friedrich Spielhagen und der deutsche Roman der Gegenwart". 
Till hans främsta romaner hör, jämte de redan nämnda, Die von Hohenstein (1863), In reih’ und Glied (1866), Hammer und Amboss(1869; Slägga och städ), Allzeit voran (1872; Alltid främst), Was die Schwalbe sang (1873; Hvad svalan sjöng), Sturm-Flut (1876; Öfversvämningen) och Quisisana (1880). Hans popularitet sjönk hastigt under tredje årtiondet av hans författarskap; Was will das werden? (1886) och Noblesse oblige (1888), Stumme des Himmels (1894) och Faustulus (1896) med flera kom som representanter för en av samtiden redan övervunnen och som förlegad ansedd riktning. 
Bland novellerna märks Röschen vom Hofe (1864; Rosa på herrgården), Die Dorfkokette (1868), Angela (1880) med flera. Spielhagen skrev dessutom pjäserna Liebe für Liebe (1875), Hans und Grete (1876), Gerettet (1884), Die Philosophie (1887) med flera, två band Gedichte (1892-1899) samt utgav Vermischte Schriften (två band, 1864-1868) och Beiträge zur Theorie und Technik des Romans (1883 och 1896).
Spielhagens samlade arbeten utkom i 16 band 1871, i 14 band 1878, i 22 band 1895 (ny följd, sju band, 1902 ff.); valda romaner i tio band 1907 och 1910. Åren 1890-1891 utgav Spielhagen en självbiografi, Finder und Erfinder, i två band.

## Böcker på svenska
- Slägga och städ (Hammer und Amboss) (H. Pettersson, 1870)
- På sandreflarne: novell (Auf der Düne) (översättning Carl Johan Backman, Bonnier, 1871)
- Hvad svalan sjöng (Was die Schwalbe sang) (översättning S. Nyberg, Lamm, 1873)
- Ultimo (Edquist, 1874)
- Rosa på herrgården (Röschen vom Hofe) (Lamm, 1875)
- Gåtfulla karakterer (Problematische Naturen) (översättning Victor Planckh, Böhlmark, 1875)
- Clara Vere (Clara Vere) (översättning Fr. J. H., 1875)
- Öfversvämningen (Sturm-Flut) (översättning A. Hæffner, Lundequistska bokhandeln, 1876)
- Från mörker till ljus (Durch Nacht zum Licht) (översättning Victor Planckh, Looström, 1876-1877)
- Alltid främst (Allzeit voran) (översättning Carl Fredrik Bagge, Böhlmark, 1877)
- Skelettet i huset (1878)
- På slätbygden (översättning M. A. Goldschmidt, Lamm, 1878)
- Nybyggarelif (översättning J. Gestricius, Ewerlöf, 1879)
- Quisisana: novell (Quisisana) (översättning Edvard Lindahl, Lamm, 1880)
- Angela: novell (Angela) (Bonnier, 1881)
- Angela: roman (Angela) (Beijer, 1882)
- Den nye Farao: roman i fyra böcker (översättning David Hector, Adolf Bonnier, 1889)
- Susi: en kärlekshistoria från hofvet i *** (Beijer, 1897)
- Rosa på herrgården (Röschen vom Hofe) (översättning Tom Wilson, Nordiska förlaget, 1914)
- Kärlek och svartsjuka (översättning A. Berg (dvs. Adil Bergström), Holmquist, 1916)